# Jefferson megye (Montana)
Jefferson megye az Amerikai Egyesült Államokban, azon belül Montana államban található. Megyeszékhelye és legnagyobb városa Boulder. Lakosainak száma 12 085 fő (2020. április 1.). Jefferson megye Lewis and Clark, Silver Bow, Madison, Deer Lodge, Powell, Broadwater és Gallatin megyékkel határos.

## Népesség
A megye népességének változása:
| Lakosok száma | 11 409 | 11 455 | 11 431 | 11 512 | 11 645 | 12 085 |
|               | 2010   | 2011   | 2012   | 2013   | 2015   | 2020   |